# André Gaudreault

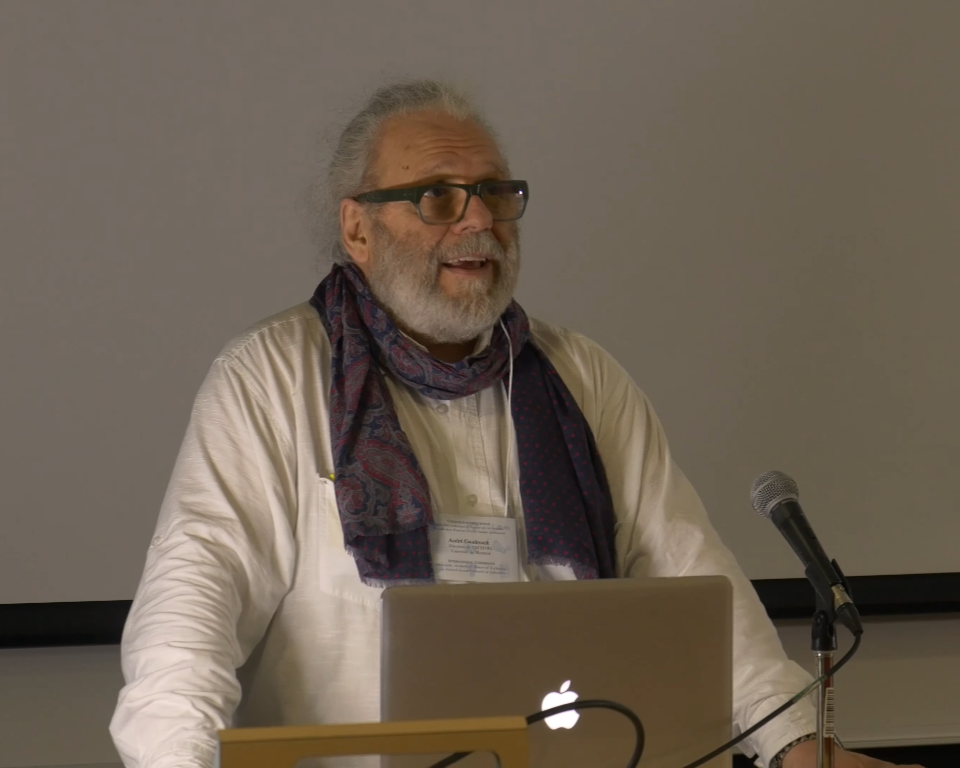
Retrato de André Gaudreault, historiador de cine canadiense, 2019.

André Gaudreault (Ciudad de Quebec, 23 de abril de 1952) es un investigador quebequés sobre estudios cinematográficos especializado en historia y teoría de cine. Enseñó en la Universidad Laval y actualmente es profesor titular en la Universidad de Montreal. Fundó el Centro de Investigaciones sobre la Intermedialidad (CRI) en 1997 y lo dirigió hasta el año 2005. Es director de GRAFICS (Grupo de Investigaciones sobre el ascenso y la formación de Instituciones Cinematográficas y Escénicas) desde 1992 y de la revista CiNéMAS desde 1999. 
Fue uno de los cinco cofundadores y primer presidente elegido de Domitor, la Asociación Internacional para el desarrollo de la investigación sobre el cine de los primeros tiempos. Fundó con Denis Héroux el Observatorio de cine en Quebec en el año 2007, como un centro universitario con el objetivo de fomentar los intercambios y cooperaciones entre los responsables de la práctica del cine en Quebec y los dedicados al estudio del cine, además de promover la continuidad de la actividad a futuro. También es titular de la cátedra de investigación de Canadá en Estudios Cinematográficos y Medios.
Es coautor con Tom Gunning del texto sobre la historiografía del cine: “El cine de los primeros tiempos: un desafío en la historia del cine?”.
En 1999, reeditó su obra La literatura en el cine. Sistema del relato (París/Québex. Armand Colin/ Ediciones Nota Bene), con prólogo de Paul Ricoeur y se encuentra traducido en varias versiones al italiano, inglés, chino y español.
Fue miembro de numerosos comités editoriales, entre ellos: Los Cuadernos del Cine (Les Cahiers de la Cinémathèque, Perpiñán, Francia), Sociedades & Representaciones (Sociétés & Représentations, Universidad de París 1, Francia), Historia del Cine (Film History,  Museo Americano de la Imagen en Movimiento, New York), Archivos de la Filmoteca (Valencia, España),  Imágenes Vivas: El diario Popular y la Imagen proyectada antes de 1914 (Living Pictures. The Journal of the Popular and Projected Image Before 1914, UK), Cine & Cia. (Cinema & Cie, Universidad de Údine, Italia), Investigaciones en comunicación (Recherches en communication, Universidad Católica de Lovaina, Bélgica), 1895 – Revisión de la Asociación francesa de investigaciones sobre la historia del cine (Revue de l’Association française de recherche sur l’histoire du cinema, París, Francia).

## Estudios sobre la narratología cinematográfica
Los aportes de André Gaudreault, a la teoría del cine, surgen de la intención de conocer quién narra y cómo se relata una historia en el cine.  Junto a François Jost, realiza un breve recorrido por la semiología y la lingüística estudiando y comparando el relato oral con respecto al relato audiovisual, donde el primero se vale de una sola materia de expresión, y el segundo, de cinco. Establece un contraste entre la mostración fílmica y la mostración escénica (teatro) y afirma que el relato cinematográfico se opone al teatral por su intangibilidad.  
En una primera aproximación sobre la narratología cinematográfica, utiliza el término enunciación, propio de la lingüística, y lo aplica sobre las formas de enunciación en el cine. Considera al discurso como un modo de enunciación que contiene huellas que marcan la presencia del Gran Imaginador. Por lo tanto, la construcción de un discurso cinematográfico requiere la existencia de una “Instancia relatora” en la cual intervienen “deícticos audiovisuales” (puesta en escena,  planos, contrapicados, vibraciones de cámara, etc) que dan entrada al locutor-creador (responsable del relato). A su vez, los deícticos permiten entender el enunciado en función de la información previa sobre la identidad del locutor. 
A partir de esta concepción, Gaudreault reconoce que en el cine existe un único narrador verdadero y lo define como “el gran imaginador” o “el meganarrador” y lo distingue de todos los demás narradores, a quienes define como narradores delegados, segundos narradores encargados de la “subnarración”. El gran imaginador es quien manipula el conjunto de la red audiovisual, es un “narrador implícito” que organiza el relato mediante imágenes y sonidos y utiliza al “narrador explícito” (personajes, narrador visualizado) para relatar con palabras. Se trata de un “meganarrador fílmico” que es el responsable del “megarrelato” que es la película. 
Propone, además, el concepto de “discursivización fílmica” como parte del proceso fílmico que integra diversas operaciones necesarias para la confección de una película. Identifica 2 capas superpuestas de narratividad: 
- Mostración: resultado del trabajo conjunto para la puesta en escena y el encuadre. Proviene de una primera articulación cinematográfica, entre fotograma y fotograma.
- Narración: es un nivel superior a la mostración. Se trata del proceso de encadenamiento (montaje). En esta capa interviene el narrador de la obra y se produce una segunda articulación, entre plano y plano.

## Obras
- André Gaudreault y Philippe Marion, El Fin del Cine? Un Medio en Crisis en la Era Digital, New York, Prensa de la Universidad de Columbia, 2015, 240 p. Libro acompañado de un suplemento Web, a la dirección theendofcinema.com (The End of Cinema? A Medium in Crisis in the Digital Age).
- André Gaudreault y Philippe Marion, El final del cine? Un medio en crisis en la era digital, París, Armand Colin, 2013, 280 p. Libro acompañado de un suplemento web, a la dirección finducinema.com (La fin du cinéma ? Un média en crise à l’ère du numérique).
- André Gaudreault y Philippe Marion, El Giro Cinemático: El Cine en la Era Digital y sus Diez Problemas, Caboose, Montréal, 2012, 51 p. (The Kinematic Turn: Film in the Digital Era and its Ten Problems).
- André Gaudreault, Cine y Atracción. From Kinematography to Cinema, Urbana, Prensa de la Universidad de Illinois, 2011, 207 p. Publicado en francés y en italiano (Film and Attraction. From Kinematography to Cinema).
- André Gaudreault, Cine y Literatura. Narración y mostración en el relato cinematográfico [Du littéraire au filmique], México, Ediciones Educación y Cultura/UNARTE, 2011, 275 p. Publicado en francés, en italiano, en inglés y en chino.
- André Gaudreault, Cong Wen Xue Dao Ying Pian : Xu Shi Ti Xi [Du littéraire au filmique], The Commercial Press, Beijing, 2010, 248 p. Publicado en francés, italiano, inglés y en chino.
- André Gaudreault, De Platón a Lumière: Narración y Mostración en la literatura y el cine [Du littéraire au filmique], Toronto, Prensa de la Universidad de Toronto, 2009, 225 p. Publicado en francés, italiano, inglés y en chino. (From Plato to Lumière: Narration and Monstration in Literature and Cinema [Du littéraire au filmique]).
- André Gaudreault et François Jost, Shen Me Shi Dian Ying Xu Shi Xue [Le récit cinématographique], The Commercial Press, Beijing, 2005. Publicado en francés, en español, en coreano y en chino.
- André Gaudreault, Cine de los inicios. O de la <<cinematografía-atracción>>, Milano, II Castoro, 2004, 166 p. (Cinema delle origini. O della « cinematografia-attrazione »).
- André Gaudreault y François Jost, Yeong wa seo sul hak [Le Récit cinématographique], Séoul, Shinwon/Dongmooson, 2002, 249 p. Publicado en francés, español, coreano y chino.
- André Gaudreault, De la literatura al cine. El sistema de la narración, Torino, Lindau, 2000, 240 p. Publicado en francés, italiano, inglés y en chino (Dal letterario al filmico. Il sistema del racconto).
- André Gaudreault, De la literatura al cine. Sistema del relato, París/Quebec, Armand Colin/Nota Bene, 1999, 200 p. Edición revisada y ampliada. Nuevo epílogo: <<El Cine: entre la literalidad y la intermedialidad>>, p. 169-183. Publicado en francés, italiano, inglés y chino. (Du littéraire au filmique. Système du récit).
- André Gaudreault y François Jost, El relato cinématográfico. Cine y narratología, Barcelona/Buenos Aires/México, Ediciones Paidós, 1995, 172 p. Publicado en francés, español, coreano y chino.
- André Gaudreault et François Jost, El Relato cinematográfico, París, Nathan, 1990, 160 p. Publicado en francés, español, coreano y chino (Le Récit cinématographique).
- André Gaudreault, De la literatura al cine. Sistema del relato, París/Quebec, Méridiens Klincksieck/ Prensa de la Universidad Laval, 1988, 200 p. Prólogo de Paul Ricoeur. Publicado en francés, italiano, inglés y chino (Du littéraire au filmique. Système du récit).

## Reconocimientos
- 1994 – Premio AQEC-Olivieri (Asociación quebequense de estudios cinematográficos – Librería Olivieri) del mejor libro quebequés de año relativo al cine por Pathé 1900. Fragmentos de una filmografía analítica del cine de los primeros tiempos.
- 1996 – Beca Killam de investigación (Consejo de Artes de Canadá).
- 2010 – Invitado por la Asociación canadiense de estudios cinematográficos a dar la 2010 Lectura Memorial de Martin Walsh en la Universidad de Concordia, un evento que se celebra desde 1978.
- 2010 – Premio internacional Jean-Mitry (concedido anualmente por el Festival Internacional Giornate del Cinema Muto en Pordenone (Italia), para recompensar la participación de un investigador en el avance y desarrollo en valoración del cine mudo).
- 2010 – Miembro del Comité de Honor de la crítica erudita Nouvelles Vues.
- 2013 – Beca Guggenheim de la Fundación John Simon Guggenheim para recompensar una producción científica excepcional de un investigador.
- 2014 – Miembro electo de la Sociedad Royale de Canadá (división de letras y ciencias humanas de la Academia de Artes), en reconocimiento de la excepcional contribución a la vida intelectual de Canadá.
- 2014 - Ganador del Premio André – Laurendeau, una distinción otorgada por la Association Francophone pour le Savoir (ACFAS), destinada a una persona ilustre en el dominio de las Ciencias Humanas.
- 2016 - Nombrado Caballero de la Orden de las Artes y las Letras por el Ministerio de la Cultura de la República Francesa.
- 2017 - Premio Léon Gerin, "la más alta distinción otorgada anualmente por el gobierno de Quebec", en el campo de las humanidades y las ciencias sociales.
- 2018 - Premio Killiam en humanidades, otorgado por el Consejo de las Artes de Canadá para recompensar "la realización profesional de científicos e investigadores eminentes del Canadá".
- 2019 - Doctor honoris causa por la Universidad Paul-Valéry Montpellier 3.
- 2021 - Doctor honoris causa por la Universidad Rennes 2.
- 2022 - Oficial de la Orden de Canadá, "la más alta distinción civil de Canadá".